# Wyższe czynności nerwowe
Wyższe czynności nerwowe (ros. высшая нервная деятельность) – termin wprowadzony przez Iwana Pawłowa. Wyższe czynności nerwowe są związane z korą mózgową. Kontynuując materialistyczny kierunek w fizjologii, zapoczątkowany przez Iwana Sieczenowa, Pawłow zastosował determinizm do objaśnienia czynności kory mózgowej i odkrył zjawisko odruchów warunkowych, które nieustannie powstają i wygasają w korze mózgowej, zależne są od warunków środowiska i w porównaniu do odruchów bezwarunkowych umożliwiają zwierzęciu bardziej precyzyjne przystosowanie się do zmieniających się warunków. W ostatnim czasie swej twórczości naukowej odkrył Pawłow istotę wyższych czynności nerwowych i psychicznych, które odróżniają człowieka od jego zwierzęcych przodków: różnica polega mianowicie na tym, że człowiek posiada tak zwany drugi układ sygnałów. Obecnie termin "wyższe czynności nerwowe" jest rzadko używany.